# Buglossidium luteum
Buglossidium luteum (Risso, 1810), nota in italiano come sogliola gialla o sogliola, pesce osseo marino della famiglia Soleidae. È l'unica specie del genere Buglossidium.

## Distribuzione e habitat
Il suo areale comprende l'Oceano Atlantico nord orientale tra il Marocco e l'Islanda compreso il mar del Nord e il mar Baltico. È presente nel mar Mediterraneo dove è comune soprattutto nel mar Adriatico.
Si incontra sui fondi molli, di solito a qualche decina di metri di profondità.

## Descrizione
Ha un aspetto non dissimile dalla sogliola comune. Se ne può riconoscere per avere la pinna dorsale e la pinna anale unite da una membrana al peduncolo caudale e per la forma più allungata della parte posteriore del corpo, che tende a restringersi in maniera graduale verso il peduncolo caudale. Le pinne pettorali, soprattutto quella sul lato cieco, sono ridotte. Il colore è giallastro o brunastro variamente macchiettato di scuro. Nelle pinne dorsale e anale un raggio ogni 4-7 è colorato di nero. Di solito non supera i 16 cm.

## Biologia

### Riproduzione
Avviene in primavera-estate. Uova e larve sono pelagiche.

### Alimentazione
Si ciba di organismi bentonici come crostacei, policheti e molluschi bivalvi.

## Pesca
Viene catturato con le reti a strascico ma non ha molto valore economico per le piccole dimensioni.

## Conservazione
Costituisce una cattura accessoria della pesca a strascico ma le sue popolazioni paiono abbondanti.